# جيمس كيلر
جيمس إدوارد كيلر James Edward Keeler (ولد 10 أيلول 1857 توفي في 12 آب 1900) وهو فلكي أمريكي

## الحياة المهنية
بدأ كيلر عمله في مرصد ليك منذ 1888 ولكنه ترك بعد فترة قصير من تعينه مديرا لمرصد آلغيني التابع لجامعة بيتسبورغ في ولاية بنسيلفانيا سنة 1891. ثم عاد إلى مرصد ليك كمدير له وحياته لم تطل ليتوفي سنة 1900. وكان قد تزوج سنة 1891 ولديه طقلين.
ساهم بجانب جورج هالي بتحرير مجلة الفيزياء الفلكية Astrophysical Journal والتي ما زالت مستمرة حتى اليوم.

## أبحاثه
كان كيلر أول من لاحظ فحوة ضمن حلقات زحل سميت بفجوة إنكي على شرف العالم يوهان إنكي وتم هذا الاكتشاف في مرصد ليك في 7 كانون الثاني 1888. وسميت الفجوة الثانية ضمن حلقة زحل أي والتي اكتشفت بواسطة المسبار فوياجر 2 باسم فجوة كيلر تكريما له.,
كما أن دراسته الطيفية لحلقات زحل كشفت سنة 1895 أن أجزاء مختلفة من حلقات زحل تعكس الضوء بشكل محتلف من ناحية إزاحة دوبلر بسبب اختلاف نسبة الدوران المداري حول زحل. وتأكد ذلك بعد نظرية جيمس كلارك ماكسويل بأن الحلقات مؤلفة من عدد لا يحصى من الأجسام الصغيرة، وكل منها يدور حول زول بمعدل خاص فيها.
ساعدت ملاحظته في تلسكوب كروسلي على تأسيس قاعدة لتلسكوبات الانعكاس البصري، وتوسيع فهم السديم، كما كشف جرمين الأول سنة 1899 والثاني سنة 1900 والأخير كان قد فقدت رؤيته ولم يتم تحديده إلا بعد 100 عام أخرى.

## روابط خارجية
- جيمس كيلر على موقع الموسوعة البريطانية (الإنجليزية)
- جيمس كيلر على موقع إن إن دي بي (الإنجليزية)